# Gramàtica de l'asturià
La gramàtica de l'asturià és la normativa lingüística del bable, la llengua asturiana. El bable és una llengua romànica parlada principalment a les comarques asturianes del centre i oest d'Astúries, així com a algunes parts de Castella i Lleó. La gramàtica asturiana estableix les normes per a l'ús correcte de la llengua en totes les seves formes, tant escrites com orals. Aquesta gramàtica inclou les regles de pronunciació, l'ús dels temps verbals i dels diferents casos, així com l'estructura de les frases i la formació dels mots. Tot i que la gramàtica asturiana s'ha desenvolupat a partir de la gramàtica del castellà, té moltes peculiaritats pròpies que la fan diferent de les altres llengües romàniques.

## Article
L'article presenta aquestes formes:
|          | Masculí | Femení | Neutre |
| -------- | ------- | ------ | ------ |
| singular | el      | la     | lo     |
| plural   | los     | les    |        |

## Gènere i nombre del nom

### El gènere dels substantius
De gènere masculí són els següents substantius: el llabor, el sal, el miel, el llume, el sartén, l'ubre, el cal, el gripe.
De gènere femení són: la canal, la calor, l'anfiler, la pantasma, la ponte, la coñá, la utre, la blima.
Substantius que poden ser masculins o femenins sense canvi de significat: el sangre / la sangre, el mar / la mar, el cacagüés / la cacagüés, el lleche / la lleche, el llargor / la llargor, el mazanal / la mazanal, el pumar / la pumar.
El neutre és un gènere que apareix a l'article, als adjectius, als referents i als pronoms que concorden amb substantius incomptables. Per tant, adjectius com "malu" tenen tres formes: malu, mala, malo. Ex.: la mala xente, la xente malo.

### El neutre de matèria
En asturlleonès, a diferència del català, encara es conserva el gènere neutre. El neutre apareix a l'article, als adjectius i als pronoms personals que concorden amb un substantiu incomptable en posició posposat o atributiva. Als adjectius hi ha tres terminacions: -u, -a, -o (per al neutre). Els adjectius en -e, -a o en consonant que no siguin -n no mostren neutre. Ex.: país européu, nación europea, xente europeo, la ropa aquello.
```
La madera ta moyao; el ganáu ye ruino, pero esti xatu nun ye ruin 
Día aciar, selmana aciar, esto ye aciar; xente drechista
```

### Formes de nombre
El morfema de plural ofereix quatre possibilitats: -s, -es, -os, -nes.
(1) Forma -s: en algunes paraules que acaben en -e, en diftong o triftong acabat en -i, o singular en vocal tònica: el monte llibre - los montes llibres, fonte - fontes, rei - reis, llei - lleis, esquí - esquís.
(2) Forma -es: en algunes paraules que en singular acaben en -a (masculines y femenines), en paraules acabades en consonant i en paraules amb singular en vocal tònica: lloba - llobes, cura - cures, socialista - socialistes, animal - animales, canal - canales, llagar - llagares, señardá - señardaes, amistá - amistaes.
(3) Forma -os: en algunes paraules amb singular en -u, -o, -ín, -án, -ón, o en adjectius en -z: deu - deos, amigu - amigos, auto - autos, camín - caminos, ayerán - ayeranos, rapazón - rapazonos (o rapazones), bonaz - bonazos.
(4) Forma -nes: sols en alguns substantius cultes: orixe - oríxenes, resume - resúmenes, virxe - vírxenes.

## Adverbis
- Adverbis de lloc: equí / ehí / ellí, acá / allá / acullá, acó / alló / aculló, aquende / ende / alluende, alredor, allabaxo, allalantre, allarriba, aparte, ayundes, ayuri ~ ayures, camín, cezures, dayundes, dayuri, enfrente, escontra, metanes, nenyuri, niundes, ondequiera, uquiera
- Adverbis de temps: primero, antes, enantes / agora / dempués, llueu, ayeri / güei / mañana, aína, enaína, bastantina, ceo / tarde, sero, antaño / anguaño, apocayá / cuantayá, amunchayá, abenayá, apocagüéi / cuantagüéi, endagüéi
- Adverbis de manera: bien / mal, meyor / peor, apriesa ~ depriesa / adulces, despacio, sele ~ selemente
- Adverbis de quantitat: tanto ~ tan / más / menos, abondo, afarto, bastante, bien, bramente, dafechu ~ dafechamente, demasiao, enforma, ensembre, muncho ~ mui, namái
- Adverbis d'afirmació: sí, claro, tamién, daveres, seguro ~ seguramente
- Adverbis de negació: non ~ nun, tampoco, siquiera ~ siquieramente
- Adverbis de dubte: acasu, escurque, guapamente, igual, mesmo ~ mesmamente, pémeque, quiciás ~ quiciabes, seguro ~ seguramente, seique
- Adverbis de connexió: Consecutius: poro, entós, asina. Barrejadors: amás, tamién, tampoco. Adversatius: sicasí, etc.